# Caricamento (assicurazioni)
Il caricamento in ambito assicurativo è la componente del premio, che si aggiunge al premio netto, che costituisce la tariffa destinata a coprire le spese di gestione per tutelarsi nell'incertezza che un rischio si verifichi e per poter ottenere così un margine di guadagno.
I caricamenti si dividono in:
- Caricamenti di rischio, ovvero quel margine di sicurezza che l’impresa richiede nel caso in cui debba coprire i costi di danni sottostimati. Si distingue:[4]
  - un caricamento implicito, in uso nelle assicurazioni vita, mediante l'adozione di basi di calcolo favorevoli all'assicuratore nella determinazione del premio.[5]
  - un caricamento esplicito, in uso nelle assicurazioni danni
- Caricamenti per costi di gestione, servono a coprire i costi di struttura affrontati dalla compagnia e addebitate al cliente.[6]
- Caricamenti per la remunerazione del capitale proprio, in quanto impresa infatti, l’assicurazione deve anche remunerare gli azionisti congruamente.

Un caso particolare è quello dei caricamenti nelle assicurazioni obbligatorie, come è quella della circolazione degli autoveicoli
Per quello che riguarda il premio assicurativo INAIL per gli infortuni del lavoro i caricamenti sono determinati dalla legge